# Ремезово (Воронежская область)
Ремезово — хутор в Ольховатском районе Воронежской области России.
Входит в состав Шапошниковского сельского поселения.

## География

### Улицы
- ул. Заречная

## Население
| 2010 |
| ---- |
| 69   |